# Patrick Bonté
Pour les articles homonymes, voir Bonté et Bonte.
Patrick Bonté est un dramaturge et metteur en scène belge né à Bruxelles le 17 août 1956.

## Biographie
Après des études de philosophie et lettres et d’interprétation dramatique, il écrit de nombreux textes pour le théâtre, la radio et le cinéma et met en scène à Bruxelles, Anvers et au Québec.
Désirant se servir du théâtre pour aborder des thématiques liées à l’énigme de la présence, il cherche à inventer des langages évitant la narration textuelle, le réalisme et la psychologie. Il rencontre la chorégraphe Nicole Mossoux en 1985 avec qui il partage le désir de « créer une image scénique porteuse de sens, qui ne prétende pas détenir une vérité mais dans laquelle règne une tension liée aux contradictions dont elle est nourrie ».
Depuis ils créent ensemble, avec la compagnie Mossoux-Bonté, des spectacles de théâtre-danse qui explorent les zones troubles de la sensibilité afin de donner à voir et à penser autrement le rapport au monde : à travers une étrange familiarité, un humour, une intimité froide. Leurs spectacles ont été présentés dans le monde entier,,,.
Il assume depuis 2010 la direction générale et artistique des Brigittines, Centre d’Art contemporain du Mouvement de la Ville de Bruxelles.

## Ouvrages
- Les enfers secondaires, suivi de Les dernières hallucinations de Lucas Cranach l’Ancien, Verdier/L’éther vague, 1991,  (ISBN 2904620346 et 9782904620348)

En collaboration avec Nicole Mossoux
- L’intime, l’étrange, Bucrane Théâtre et Lunule éditeurs, 1991.
- Spectacles, Bucrane Théâtre et Lunule éditeurs, 1996.
- Rencontres et décalages, La lettre volée, 2002.

En collaboration avec Nicole Mossoux et Anne Longuet Marx
- L’actuel et le singulier. Entretiens sur le théâtre et la danse, éditions Lansman,  (ISBN 287282538X et 9782872825387)

## Spectacles réalisés avec Nicole Mossoux
- 1985 : Juste Ciel
- 1988 : Les Petites Morts
- 1989 : Simulation [11]
- 1990 : Les Dernières Hallucinations de Lucas Cranach l'Ancien
- 1991 : L'amour, ce sera très froid...
- 1992 : Rien de réel (suivi d'un film de Michel Jakar, 1994)
- 1994 : Twin Houses
- 1995 : Pompeï
- 1996 : Contre Saturne
- 1998 : Simonetta Vespucci
- 2000 : Jonction Nord-Midi[12]
- 2001 : Hurricane[13]
- 2002 : Katafalk[13]
- 2003 : Light ![13]
- 2004 : Générations
- 2005 : Helium
- 2006 : Noli me tangere et Nunakt (avec Karine Ponties)
- 2007 : Khoom
- 2007 : Nuit sur le monde
- 2008 : Kefar Nahum
- 2009 : Les Corps magnétiques
- 2009 : Skeleton
- 2011 : Migrations
- 2011 : Les buveuses de café
- 2012 : Juste Ciel (recréation)
- 2013 : Les buveuses de café - nouvelle version
- 2013 : Histoire de l'imposture
- 2015 : Vice Versa
- 2017 : A Taste of Poison
- 2017 : Alban
- 2018 : Les Miniatures (Alecto, Vice Versa, Alban, (At) The Crack of Dawn)
- 2019 : The Great He-Goat

## Films conçus avec Nicole Mossoux
- Scelsi Suites, production BRTN, réalisation Dirk Gryspeirt, 1990
- Rien de réel, coproduction RTBF-BRTN, Parallèles Productions, Compagnie Mossoux-Bonté, réalisation Michel Jakar, 1994
- Intempéries, coproduction BRTN, Cie Mossoux-Bonté, réalisation Dirk Gryspeirt, 1997